# 6626 Mattgenge
6626 Mattgenge este un asteroid din centura principală, descoperit pe 2 martie 1981, de Schelte Bus.